# Allineamenti di Carnac
Gli allineamenti di Carnac sono tra i complessi megalitici più estesi al mondo. Comprendono circa 3.000 monoliti, eretti 6.000 anni fa, disseminati nella campagna bretone. Gli allineamenti più significativi sono quelli della zona di Kermario, Kerlescan e di Mènec. Il sito comprende, fra l'altro, il più grande menhir preistorico attualmente conosciuto, lungo 20 metri e pesante 300 tonnellate.

## Studi e ipotesi
Nel corso dei secoli i monoliti hanno destato l'interesse degli studiosi e la curiosità degli abitanti a causa della loro natura tuttora misteriosa. A partire dal XVIII secolo gli eruditi iniziarono ad interessarsi ai megaliti. Il marchese Christophe Paul de Robien, presidente del Parlamento di Bretagna che conia in quest'occasione le definizioni di dolmen e menhir, fu il primo a teorizzare l'ipotesi che potessero essere stele funerarie degli antichi abitanti celti. Un'altra ipotesi, sostenuta dall'ingegnere capo del genio reale a Port-Louis, Royer de La Savaugère, è quella che gli allineamenti fossero vestigia di un campo militare di Cesare, il quale durante la guerra gallica presidiò il luogo per sconfiggere la tribù dei Veneti. Inoltre Savaugère realizzò una pianta nella quale si evidenziava la distanza regolare di circa 2 metri tra una fila di menhir e l'altra. Cercò inoltre di stimare il peso di più di 4000 monoliti, scrivendo: “ho trovato che la cubatura di certuni deve pesare più di 80 migliaia (cioè 80 tonnellate)”.
Nel XIX secolo vengono corretti, da parte di Jacques Boucher il concetto di preistoria datazione della comparsa dell'uomo, vivacizzando la discussione sui reperti antichi. Tra il 1864 e il 1872 gli inglesi W. C. Lukis e Sir H. Dryden realizzarono delle piante più precise degli allineamenti di Carnac, che sono ancor oggi conservate a Guernsey, Londra e Oxford. Nel 1873 venne affidata la prima missione di studi ufficiale a Henri du Cleuziou che realizzò numerosi disegni, viste panoramiche e sezioni trasversali di Carnac. I suoi lavori vennero pubblicati in uno dei primi libri di divulgazione sull'argomento: La Création du monde, all'interno del quale però lo spazio di visibilità del tema fu limitato. Vennero condotti ulteriori studi dal Comandante A. Devoir, in particolare sugli angoli delle orientazioni solari, evidenziando l'asse che lega l'osservatore nel solstizio d'estate al punto del sorgere del sole.
Successivamente numerosi astronomi si interessarono agli allineamenti, fra cui il britannico Sir Norman Lockyer. Tra il 1877 e il 1878 lo scozzese James Miln, viaggiatore e appassionato d'archeologia, condusse degli scavi nella zona di Kermario. Miln, precursore della moderna archeologia, registrò sistematicamente ritrovamenti portati alla luce, annotazioni che pubblicò nel 1881. Il ritrovamento di cocci gallici e romani lo convinsero maggiormente dell'ipotesi del “campo romano”, tuttavia le sue ricerche lo portarono ad evidenziare una netta distinzione tra il livello risalente all'epoca romana e quello d'incastro dei menhir, molto più antico. Nel 1882, dopo la morte di Miln, a Carnac venne inaugurata una struttura per custodire e conservare gli innumerevoli oggetti e reperti portati alla luce da lui. Agli inizi del ‘900 il politecnico R. Kerviler applicò ai megaliti le primizie della metrologia.
Tra il 1900 e il 1926 vennero pubblicate più di 1200 raffigurazioni dettagliate dei megaliti, ragguagliando il mondo intero dell'esistenza di questo misterioso e affascinante complesso. Nel 1950 con l'introduzione di metodi di datazione come il carbonio 14 fu possibile risalire con sicurezza all'effettiva età degli allineamenti. È stato appurato che i primi monoliti della zona risalgono al 4000 avanti Cristo, ossia 2000 anni prima rispetto a quanto ipotizzato nella prima metà del ‘900. Nel 1982 John Michell pubblica Megalitomania in cui la maggior parte dei megaliti del sito vengono ricondotti ai Celti, specialmente per quanto riguarda la zona di Kermario.

### L'ipotesi del tempio
I caratteri comuni dei grandi allineamenti presenti a Carnac portano a pensare che potrebbero essere stati luoghi dediti alla celebrazione di culti.
Le file potrebbero rappresentare grandi viali che portano ai cerchi costruiti in posizioni sopraelevate, e quindi privilegiate, che racchiudono il complesso megalitico.
La presenza di uno spazio religioso aperto (le file di menhir) insieme a quella di un luogo di culto chiuso (il cerchio) rappresenterebbe, quindi, la pianta dei più antichi templi conservatisi fino ai giorni nostri.

### La teoria dei campi d'influenza

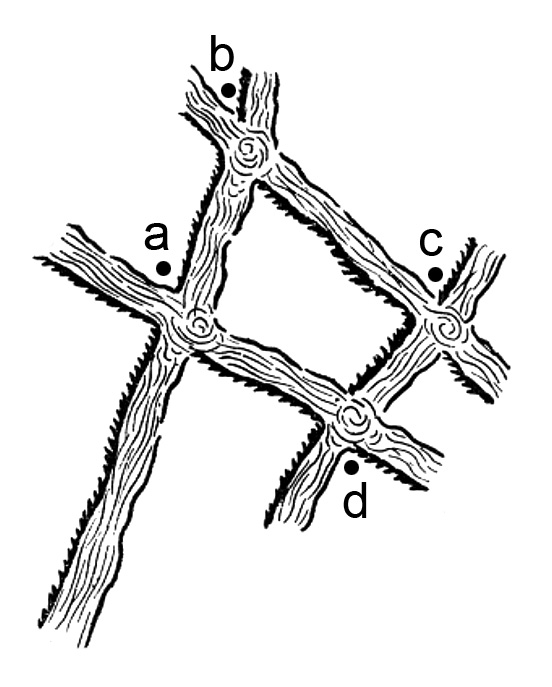
Disposizione dei monoliti in rapporto ai campi d'influenza delle fasce acquifere sotterranee.

Il missionario esperto nella pratica non scientifica della radiestesia Rev. Père Bourdoux riporta in un suo libro che Louis Merle di Capdenac, anch'egli radiestesista, esercitandosi nei suoi studi, trovò che i dolmens e menhirs del Morbihan risultavano situati al vertice dell'angolo formato dall'incrocio delle fasce sotterranee di acque o di minerali ma sempre esternamente, seppur vicinissimi, ai loro cosiddetti campi di influenza. Il Merle compì, i suoi studi e le sue ricerche su più di 150 dolmens, menhirs e megaliti situati a Carnac e affermò che tutti quei monumenti si trovano nella stessa ubicazione rispetto alle falde sotterranee acquifere e metallifere. Ne concluse che coloro i quali così li collocarono, conoscessero il modo di rilevare l’andamento delle acque sotterranee ed avessero dei motivi per segnalare i campi o zone d’influenza delle stesse. 
La figura a lato è una rappresentazione schematica della disposizione di tali megaliti (a,b,c,d) ai vertici degli angoli formati dai corsi d’acqua. 
I menhirs inoltre si trovano, sempre secondo il Merle, tutti piantati all'incrocio di almeno tre influenze sotterranee, ma nei modi seguenti:
1) Allorché la terza influenza (o corso d’acqua, o filone minerale) taglia l’angolo formato dalle due altre, alla sua estremità, il menhir è perfettamente verticale.
2) Quando la terza influenza attraversa le due altre verso l’interno dell’angolo il blocco granitico è inclinato, all'indietro, quasi volesse allontanarsene.
3) Quando, invece, la terza influenza incrocia le altre al di là dell’angolo formato, il menhir è proteso in avanti come se volesse avvicinarsene.
Le facciate o pareti di queste pietre erano grezze, salvo un lato solo che era spianato e lisciato. Questo lato era sempre rivolto verso il vertice dell'angolo costituito dall'incrocio di due correnti sotterranee.

## Composizione
Queste costruzioni di pietra consistono in menhir allineati o disposti in cerchio, che si ergono in un paesaggio megalitico insieme a menhir isolati, tombe individuali (tumuli) e collettive (dolmen).

### A ovest
- Le Ménec. Situato a ovest di Carnac, è attualmente formato da 1.050 pietre allineate su una lunghezza di 950 metri.

Il villaggio di Le Ménec sorge all'interno del cerchio formato da 71 massi che si ergono uno a fianco all'altro.
Tale complesso, di forma ovale, è spostato verso sud rispetto alle undici file di menhir che vi confluiscono. 
Uno di questi massi, il Gigante di Le Ménec, alto 3,50 metri, è sicuramente più antico rispetto all'allineamento stesso.
- Toul-Chignan è il prolungamento orientale del gruppo di Le Ménec e si interrompe in prossimità di un cerchio tuttora visibile su entrambi i lati.

Più a est, si possono scorgere alcuni monoliti isolati.

### A est
- Kermario è forse il sito di Carnac maggiormente frequentato, grazie alle dimensioni gigantesche dei suoi monoliti.

Tale fama ha però alimentato un fenomeno di erosione dovuto alla presenza umana, che ha portato alla chiusura dell'accesso al sito.
A ovest è presente una curva della strada che si suppone fosse il luogo in cui sorgeva il cerchio megalitico che delimitava l'estremità dell'allineamento. Vi è inoltre un dolmen privo del cairn originario.
- Il dolmen, un sepolcro collettivo, era un tipo di sepoltura molto utilizzato nel Neolitico.

Luogo di riposo per molti defunti, si presenta sotto forma di un cairn (non più presente) che ricopre l'architettura megalitica dei corridoi e della camera funeraria.
Dopo aver attraversato la Petite Métairie, le file di menhir risalgono sul pianoro di Le Moulin de Kermaux per poi discendere di nuovo verso lo stagno di Kerloquet, scavato nel XIX secolo.
- La località di Le Manio presenta file di menhir che scavalcano un tumulo funerario a loro antecedente e in cima al quale si erge un menhir alto ben 3,50 metri.

Nel 1922 gli scavi condotti in questo tumulo, hanno portato alla luce arredi molto importanti attualmente esposti al Museo della preistoria di Carnac.
- Il quadrilatero di Le Manio, situato più a est, è stato restaurato all'inizio del XX secolo.

È formato da blocchi di granito locale alti un metro che si ergono uno accanto all'altro. 
Secondo le antiche descrizioni, la sua funzione era quella di delimitare un tumulo individuale.
- Il Gigante di Le Manio, si erge più a sud, con i suoi sei metri circa di altezza è il monolito più alto del sito.
- Kerlescan è formato da tredici file di menhir ancora in ottime condizioni.

Questi allineamenti convergono a ovest verso i resti di un cerchio quadrangolare chiuso, a nord, da un lungo tumulo sul quale si erge un alto menhir posto sull'estremità occidentale. 
Le depressioni artificiali presenti al centro fanno supporre saccheggi di questo tumulo. 
Infatti, essendo il contenuto di questo tipo di tomba molto pregiato, suscitava l'avidità degli “antiquari” del XVIII secolo e XIX secolo.
- Le Petit Ménec, sorge nel comune di La Trinité sur-Mer e prolunga con i suoi allineamenti il sitodi Kerlescan.

## Leggenda
La tradizione popolare lega i megaliti di Carnac a San Cornelio, papa nel III secolo d. C.: si narrava che il santo, inseguito dai soldati romani, fuggì verso il mare, ma non trovando navi con cui scappare, ormai in trappola si voltò e trasformò tutti i soldati pagani in pietra. La chiesa di Carnac, che gli fu dedicata nel 1639, come altre chiese nella zona di Morbihan, possiedono diverse raffigurazioni del santo e dei menhir.